# McGill-Queen's University Press
McGill-Queen's University Press (MQUP) este un joint-venture între Universitatea McGill din Montreal, Quebec și Queen's University din Kingston, Ontario.
McGill-Queen's University Press publică lucrări originale peer-review în majoritatea domeniilor științelor sociale și umaniste. Ea a publicat până în prezent peste 3.000 de cărți. Timp de mai mult de douăzeci și cinci de ani, editura a fost condusă de directorul executiv Philip Cercone, un fost director al Canada's Aid to Scholarly Publishing Programme, agenția guvernamentală care finanțează publicarea cărților științifice în Canada. Sub conducerea lui Cercone, MQUP a ajuns să fie recunoscută, în general, ca principala editură academică a Canadei. Unul dintre redactorii editurii este istoricul și scriitorul Donald Akenson.

## Publicații
Printre cei mai cunoscuți oameni de știință care au fost publicați de McGill-Queen's University Press se numără Jacob Neusner, Margaret Somerville, Stéphane Dion, Charles Taylor, Bruce Trigger și Christl Verduyn. Au fost publicați, de asemenea, numeroși poeți precum Carmine Starnino, Mark Abley, Peter Dale Scott și Brian Bartlett. În ultimii ani, această editură a devenit, de asemenea, cunoscută pentru publicarea cărților controversate pe teme de politică canadiană ale lui Tom Flanagan. Unele dintre cărțile sale sunt traduse din limba franceză. 
McGill-Queen's a fost distinsă cu numeroase premii pentru aspectul grafic al cărților sale. 

### Istoric
McGill-Queen's University Press a fost formată în 1969 prin fuziunea editurii McGill (fondate în 1961) cu Queen's.